# Dicranomyia (Alexandriaria) suffusca
Dicranomyia (Alexandriaria) suffusca is een tweevleugelige uit de familie steltmuggen (Limoniidae). De soort komt voor in het Nearctisch gebied.